# Typhlomyopsyllus liui
Typhlomyopsyllus liui är en loppart som beskrevs av Wu et Liu 2002. Typhlomyopsyllus liui ingår i släktet Typhlomyopsyllus och familjen smågnagarloppor. Inga underarter finns listade i Catalogue of Life.